# Gareth Reinecke
Gareth „Macky“ Reinecke (* 20. Juli 1981 in Johannesburg) ist ein ehemaliger südafrikanischer Eishockeyspieler, der zuletzt bei den Toronto Garys in Kanada spielt. Reineckes jüngerer Bruder Joshua ist ebenfalls südafrikanischer Eishockeynationalspieler.

## Karriere

### Spieler
Gareth Reinecke, über dessen Vereinskarriere wenig Informationen vorliegen, stand bei den U-20-D-Weltmeisterschaften 2000 und 2001 für sein Heimatland auf dem Eis. 
In der Herren-Nationalmannschaft debütierte er bereits vor seinen Auftritten in der U-20-Mannschaft bei der D-Weltmeisterschaft 1999. Bei dem im heimischen Krugersdorp ausgetragenen Turnier wurden die Südafrikaner Fünfter. Auch bei der D-WM 2000 in Reykjavík, als seine Mannschaft Vierter wurde, war Reinecke beteiligt. Bei den 2002 und 2003 spielte er mit Südafrika in der Division II. Bei der Weltmeisterschaft 2005 spielte er in der Division III, da Südafrika im Jahr zuvor ohne Reineckes Beteiligung abgestiegen war. Mit seiner maßgeblichen Beteiligung, Reinecke erzielte sieben Tore selbst und bereitete weitere sieben vor, gelang seinem Team der sofortige Wiederaufstieg in die Division II. Bei der WM 2007 musste seine Mannschaft in der untersten Division antreten, nachdem sie – wieder ohne ihn – 2006 erneut Letzter in der Division II geworden war. Diesmal konnte aber auch Reinecke nicht für den Wiederaufstieg sorgen. Nach nur einem Sieg (14:1 gegen die Mongolei) und drei Niederlagen verpassten die Südafrikaner den Wiederaufstieg.
Danach stand er erst wieder bei der Weltmeisterschaft 2013 im eigenen Land auf dem Eis. Dort gelang ihm mit seinem Team dann aber der Aufstieg in die Division II, wozu er mit vier Toren und vierzehn Vorbereitungen maßgeblich beitrug. Reinecke war damit mit 18 Punkten vor seinem Bruder Joshua (16 Punkte) nicht nur der beste Scorer des Turniers, sondern auch seine vierzehn Torvorbereitungen blieben unerreicht.

### Trainer
Bei der Weltmeisterschaft der U-18-Junioren 2011 fungierte Reinecke als Assistenztrainer der Südafrikanischen Teams, das in der Division III antrat.

## Erfolge und Auszeichnungen
- 2005 Aufstieg in die Division II bei der Weltmeisterschaft der Division III
- 2013 Bester Scorer der Weltmeisterschaft der Division III
- 2013 Bester Vorlagengeber der Weltmeisterschaft der Division III
- 2013 Aufstieg in die Division II, Gruppe B, bei der Weltmeisterschaft der Division III